# Heinrich Christoph Nebel
Heinrich Christoph Nebel (* 19. März 1715 in Wallernhausen; † 6. Mai 1786 in Worms) war ein deutscher Literaturwissenschaftler, Rhetoriker und lutherischer Theologe.

## Leben
Der Sohn des Wallenhauser Predigers und späteren Pfarrers von Hohenweisel Johann Peter Nebel und dessen Frau, einer Tochter des Heinrich Theobald Schenk (1656–1727) und der Marie Susanne Stech, hatte anfänglich die Stadtschule in Nidda absolviert. Danach erhielt er Unterricht sowohl durch seinen Vater als auch durch einen Privatlehrer und anschließend am pädagogischen Gymnasium in Gießen seine Ausbildung fortgesetzt. 1730 begann er an der Universität Gießen ein Studium der Theologie und philosophischen Wissenschaften, frequentierte die Universität Jena, betätigte sich dort als Privatlehrer und wurde 1739 Lehrer am pädagogischen Gymnasium in Gießen.
An der Universität Gießen absolvierte er am 22. Dezember 1739 den akademischen Grad eines Magisters Philosophie, habilitierte sich am 15. Oktober 1740 als Privatdozent an der philosophischen Fakultät und wurde am 10. Mai 1745 zum ordentlichen Professor der Rhetorik und Poesie berufen, welches Amt er am 3. Juni antrat. Am 15. Dezember 1752 wurde er vierter Pfarrer an der evangelischen Dreifaltigkeitskirche in Worms, stieg dort 1759 zur dritten Pfarrer auf. 1762 wurde er zweiter Pfarrer und 1765 Senior des Ministeriums sowie Visitator des Gymnasiums daselbst, was er bis zu seinem Lebensende blieb.
Aus seiner am 24. Mai 1746 geschlossenen Ehe mit Carlotte Elisabeth (1727–1761), der Tochter des Johann Jakob Rambach, ist der Sohn Philipp Christian Nebel (* 1750; † 5. August 1783) bekannt. Er war Physikus in den Hessen-darmstädtischen Ämtern Zwingenberg und Jägernburg.

## Werke
- Diss. (Praes. J. H. Bennero) de pravis moribus corruptae eloquentiae caussa. Gießen 1739
- Diss. An fieri possit., ut ens simplex habeat extensionem? Gießen 1740
- Commentatio modi notiones formandi, qui demonstratione continetur, ad illustranda praecepta philosophiae rationalis, in usum auditorum conscripta. Gießen 1743
- Commentario de signis, ad illustrandum hoc philosophiae primae caput, ut usus eius doctrinae in reliquis cognitionis humanae partibus perspiciatur, conscripta. Gießen 1744
- De perfectione commentatio brevis, qua disputationes piiilofophicas singulis Saturni diebus habendas indicit. Gießen 1744
- Anmerkungen über die Gedanken von den Elementen der Körper, in welchen das Lehrgebaude von den einfachen Dingen und Monaden geprüfet, und das wahre Wesen der Körper entdecket wird. Gießen 1747
- Betrachtung der Allwissenheit und Beredsamkeit Jesu Christi, des grossen Lehrers, über 1 B. Mos. 49, 12; verglichen mit Offenb. 1, 14. Gießen 1747
- Bestätigung der Lehre von Gott und der heiligen Schrift, wider die Lästerungen der frechen Geister, sonderlich des berüchtigten Johann Christian Edelmann's in feiner unreinen Schrift, Evangelium St. Harenberg*s genannt. Frankfurt u. Leipzig 1749
- Diatribe de militia Romana monumentis Q. Horatii Flacci illustrata. Frankfurt u. Leipzig 1750
- Betrachtung der Allmacht Gottes unter dem Bilde der Hand und des Arms; nebst einem herzlichen Glückwunsch an seinen geliebtesten Vater, welcher in diesem Jahr das erfreuliche Jubiläum seines 50jährigen Lehramtes begieng. Frankfurt u. Leipzig 1750
- Progr. Jesu Christi dies natalis, hac de ipso virginis filio commentatione celebratos. Frankfurt u. Leipzig 1751
- Christliche Glaubenslehre aus der heiligen Schrift kürzlich erwiesen und zur weitern Betrachtung aufgesetzet. Worms 1755
- Lob- und Dankopfer, dem Herrn unserm Gott aus Ps. 74; bey einem am 28. Sept. 1755 angestellten Jubelfeste für den unserm Teutschen Vaterlande vor zweyhundert Jahren geschenkten Religionsfrieden dargebracht. Worms 1755
- Preiss der Wunden Jesu aus dem Liede: Ich schliesse mich zu allen Stunden u. s. w. 1758
- Jesus, der armen Sünder Heiland, aus dem Liede: Mein Heiland nimmt die Sunder an u. s. w. in öffentlichen Predigten angepriesen; nebst einem poëtischen Anhang über die Worte: Es ist noch Raum da; ausgefertigt u. s. w. 1759
- Des Herrn Jesu Liebe, Thränen und Wunden, samt dem wohlverdienten Lohn feiner Arbeit, in vier Betrachtungen. Speyer 1760, 2. Auflage Frankfurt und Speyer 1771
- Preiss des Namens Jesu, aus dem Liede: Nur ein Wort, mein Jesus, steht mir allein ins Herz geschrieben u. s. w. 1762
- Das theure Abendmahl unsers Herrn Jesu Christi; mit einem Anhang von der Privatkommunion, und einer Vorrede von der Historie dieses Glaubensartickels. Frankfurt u. Leipzig 1764
- Preiss des Blutes Jesu, aus dem Liede: Süsses Lamm, dein theures Blut u. s. w. 1766
- Relatio commercii litterarii historiam priorum saeculi XVI annorum illustrans. In: Actis philos. medic. Societ. acad. scient. Hassiacao 1771. P. 82 sqq.

Herausgeberschaften
- Caii Julii Caesaris quae exstant omnia, mit Germanici Sinceri Teutschen Noten, zweyte und verbesserte Auflage. Gießen 1751
- Johann Jakob Rambach: Exegetische und moralische Betrachtungen über die sieben Pastoralbriefe Christi u. s. w. nebst vorgesetztem Beweiss von der Göttlichkeit und dem kanonischen Ansehen der Offenbarung Johannis u. s. w. Mit einer Vorrede. Frankfurt u. Leipzig 1750
- Johann Jakob Rambach: Wunder der bis zum Tode des Kreutzes erniedrigten Liebe; nebst noch einigen erbaulichen Gedichten desselben u. s. w. Mit einer Vorrede. Gießen 1750
- Johann Jakob Rambach: Betrachtungen über auserlesene heilsame Worte des Herrn Jesu u. s. w. Mit einer Vorrede und beygefügten Betrachtungen über den göttlichen Segen 4 B. Mos. 6, 22-27. Frankfurt 1763
- Das Hessische Hebopfer vom 42 bis 54 Stück (darin sind folgende Abhandlungen von ihm enthalten)
  - Kurze Nachricht von dem vollendeten Lebenslauf des seel. E. F. Neubauer's. St. 43. S. 274
  - Von den Mitteln, unsern Glauben zu stärken im Kampf wider die geistlichen Feinde, sonderlich den letzten. St. 44. S. 289
  - Kurze Vorstellung der in dem 17ten Kap. Johannis enthaltenen heilsamen Wahrheiten. S. 357
  - Kurze Beschreibung, wie das Andenken der vor hundert Jahren geschehenen Erneuerung der Universität zu Giesen am 15ten May 1750 daselbst begangen worden. St. 47. S. 659
  - Erklärung der Worte Pauli 1 Thessal. 4, 6: Der Herr ist Richter über alles. St. 50. S. 865
  - Eine Verordnung des Römischen Königs Heinrich, wie es mit der verbrannten Ketzer Gütern solle gehalten werden; mit Anmerkungen herausgegeben. St. 53. S. 243
  - Untersuchung, warum Christus von einer verlobten Jungfrau gebohren worden. S. 356

Er war auch der Herausgeber der Schriften seiner Frau.